# Volstrup (Rørbæk Sogn)
 For alternative betydninger, se Volstrup. (Se også artikler, som begynder med Volstrup)
Volstrup er en gammel sædegård, som nævnes første gang i 1505. Gården ligger i Rørbæk Sogn, Gislum Herred, Ålborg Amt, Nørager Kommune. Hovedbygningen er opført i 1869. Der er en golfbane på Volstrup Gods
Volstrup Gods er på 300 hektar

## Ejere af Volstrup
- (1480-1536) Viborg Domkirke
- (1536-1662) Kronen
- (1662-1663) Christian Urne
- (1663-1686) Bendit Esgesdatter gift (1) Christensen (2) Offersen
- (1686-1692) Christen Lauridsen Offersen
- (1692-1700) Hans Pedersen Bødker
- (1700) Kristen Jacobsdatter Bie gift (1) Bødker (2) Woldsgaard
- (1700-1707) Niels Lauridsen Woldsgaard
- (1707-1716) Jens Hansen Bergh
- (1716-1731) Søren Pedersen Guldager
- (1731-1741) Lene Rasmusdatter gift Pedersen
- (1741-1754) Jens Schmidt
- (1754-1761) Ove Jespersen Havgaard
- (1761-1764) Peder Benzon
- (1764) Christian Henrik Grotum
- (1764-1782) Christen Nielsen Helming
- (1782-1783) Maren Nielsdatter Asferg gift Qvistgaard
- (1783-1795) Peder Nielsen Qvistgaard
- (1795-1796) Jens Kjeldsen
- (1796-1799) Mikkel Kjeldsen / Peder Kjeldsen
- (1799-1828) Christen Dinesen
- (1828-1840) Sophie Hedevig Kjeldsen gift Dinesen
- (1840-1869) Jens Christensen Dinesen
- (1869-1892) Christen Steenild
- (1892-1901) Mette Christensdatter Juul Kjeldsen gift Steenild
- (1901-1910) Martha Christensdatter Steenild
- (1910-1915) A. Krause
- (1915-1917) Christen Knudsen
- (1917-1956) Marius Ribe-Christensen
- (1956-1975) Helge Ribe-Christensen
- (1975-2005) Erik Ugilt Hansen
- (2005-) Erik Ugilt Hansen / Jeppe Ugilt Hansen